# Belleview (Florida)
Belleview ist eine Stadt im Marion County im US-Bundesstaat Florida. Das U.S. Census Bureau hat bei der Volkszählung 2020 eine Einwohnerzahl von 5.413 ermittelt.

## Geographie
Belleview liegt rund 15 km südlich von Ocala. Orlando liegt rund 90 km, Tampa 130 km und Jacksonville etwa 160 km entfernt.

## Geschichte
Im Jahre 1882 wurde durch die Tropical Florida Railroad, eine Tochtergesellschaft der Florida Railroad, eine Bahnstrecke von Ocala nach Wildwood eröffnet. 1884 wurde an dieser Bahnstrecke die City of Belleview gegründet. Die Bahnlinie wurde 1886 bis Plant City und 1890 bis Tampa verlängert.

## Demographische Daten
Laut der Volkszählung 2010 verteilten sich die damaligen 4492 Einwohner auf 2324 Haushalte. Die Bevölkerungsdichte lag bei 955,7 Einw./km². 86,8 % der Bevölkerung bezeichneten sich als Weiße, 6,1 % als Afroamerikaner, 0,5 % als Indianer und 1,1 % als Asian Americans. 3,0 % gaben die Angehörigkeit zu einer anderen Ethnie und 2,3 % zu mehreren Ethnien an. 13,2 % der Bevölkerung bestand aus Hispanics oder Latinos.
Im Jahr 2010 lebten in 28,3 % aller Haushalte Kinder unter 18 Jahren sowie 35,0 % aller Haushalte Personen mit mindestens 65 Jahren. 60,2 % der Haushalte waren Familienhaushalte (bestehend aus verheirateten Paaren mit oder ohne Nachkommen bzw. einem Elternteil mit Nachkomme). Die durchschnittliche Größe eines Haushalts lag bei 2,32 Personen und die durchschnittliche Familiengröße bei 2,89 Personen.
24,9 % der Bevölkerung waren jünger als 20 Jahre, 23,6 % waren 20 bis 39 Jahre alt, 25,1 % waren 40 bis 59 Jahre alt und 25,5 % waren mindestens 60 Jahre alt. Das mittlere Alter betrug 41 Jahre. 47,2 % der Bevölkerung waren männlich und 52,8 % weiblich.
Das durchschnittliche Jahreseinkommen lag bei 24.618 $, dabei lebten 28,7 % der Bevölkerung unter der Armutsgrenze.
Im Jahr 2000 war Englisch die Muttersprache von 90,62 % der Bevölkerung, spanisch sprachen 7,85 % und 1,53 % hatten eine andere Muttersprache.

## Sehenswürdigkeiten
Die Belleview School und der Lake Lillian Neighborhood Historic District sind im National Register of Historic Places gelistet.

## Wirtschaft
Eine nennenswerte Industrie gibt es nicht. Die hauptsächlichen Beschäftigungszweige sind: Ausbildung, Gesundheit und Soziales: (19,1 %), Handel / Einzelhandel: (17,5 %), Baugewerbe: (13,0 %).

## Schulen
In der Stadt sind die Schulen für die nähere Umgebung untergebracht, deren Gemeinden keine Schulen haben. Die größten Schulen sind:
- Belleview Elementary School, etwa 740 Schüler
- Belleview-Santos Elementary School, etwa 730 Schüler
- Belleview Middle School, etwa 1300 Schüler
- Belleview High School, etwa 1950 Schüler

Weiterführende Bildungsmöglichkeiten gibt es in der Stadt selbst nicht.

## Kliniken
Die Stadt selbst hat keine Klinik. Für medizinische Behandlungen, die einen ambulanten oder stationären Aufenthalt notwendig machen, müssen die Einwohner eine der umliegenden Kliniken aufsuchen: Das „Munroe Regional Medical Center“ in Ocala, etwa 15 km entfernt, das „Villages Regional Hospital“ in The Villages, etwa 20 km entfernt, sowie das „Leesburg Regional Medical Center“ in Leesburg, etwa 34 km entfernt.

## Verkehr
Belleview wird von den U.S. Highways 27, 301 und 441 (SR 500/SR 25) sowie der Florida State Road 35 durchquert. Der nächste Flughafen ist der Ocala International Airport (rund 25 km nordwestlich).

## Kriminalität
Die Kriminalitätsrate lag im Jahr 2010 mit 485 Punkten (US-Durchschnitt: 266 Punkte) im hohen Bereich. Es gab sieben Vergewaltigungen, sechs Raubüberfälle, acht Körperverletzungen, 85 Einbrüche, 145 Diebstähle und fünf Autodiebstähle.